# Edu (futebolista)
Eduardo Nascimento da Silva Júnior, mais conhecido como Edu (Rio de Janeiro, 5 de março de 1993), é um futebolista brasileiro que atua como atacante. Atualmente está sem clube.

## Carreira
Natural do Rio de Janeiro, Edu estreou na seleção principal do São Gonçalo Esporte Clube em 2012. No ano seguinte, chegou ao Flamengo, mas jogou apenas na categoria sub-20 antes de se transferir para o São Gonçalo.
No dia 7 de outubro de 2014, após ser o artilheiro do São Gonçalo na Série C do Campeonato Carioca do ano, Edu assinou com o Boavista. Ele voltou ao São Gonçalo depois de jogar raramente no Campeonato Carioca de 2015, e marcou mais sete vezes pelo clube antes de ingressar no Itaboraí em 10 de julho de 2015.
No dia 21 de setembro de 2017, após jogar pelo Itaboraí, Edu fez um pré-contrato com o Brusque para a Copa Santa Catarina. No dia 28 de março seguinte, depois de jogar com moderação, ele voltou ao clube anterior.
Em 18 de outubro de 2018, Edu assinou contrato com o Nova Iguaçu, mas saiu por empréstimo para o Atlético Tubarão em 22 de fevereiro do ano seguinte. Em 29 de dezembro de 2019, voltou ao Brusque após assinar contrato até abril de 2021.
Em agosto de 2020, após se tornar titular indiscutível, Edu sofreu uma lesão no joelho, e ficou afastado dos gramados pelo restante da campanha, que terminou com a promoção à Série B. Em 17 de abril de 2021, ele renovou seu contrato até novembro de 2022.
No dia 15 de outubro de 2021, durante partida contra o Remo, Edu errou um pênalti, marcou um gol e posteriormente atuou como goleiro após Ruan Carneiro ser afastado devido a lesão; ele também defendeu um pênalti no final da partida. Ele terminou o campeonato como artilheiro com 17 gols, já que sua equipe evitou o rebaixamento por pouco.
Em 9 de dezembro de 2021, Edu ingressou no Cruzeiro, rebaixado na Série B. Após ser titular na temporada em que o clube conseguiu o acesso à Série A, foi emprestado ao Dibba Al Fujairah até junho.